# Albert Peters (Sänger)
Albert Peters (* 16. Dezember 1892 in Proßnitz, Österreich, heute Tschechien; † 27. Juli 1944 in Saint-Thomas-en-Royans, Frankreich) war ein österreichischer Opernsänger in der Stimmlage Tenor. 

## Leben
Albert Peters hatte sein erstes Engagement 1919/20 am Wiener Bürgertheater, er war in der Spielzeit 1920/21 an der Volksoper Wien und 1921/22 am Deutschen Theater Brünn engagiert. 1922 wechselte er nach Karlsruhe, 1925/26 war er an der Leipziger Oper und 1926/27 am Theater von Barmen-Elberfeld tätig. Im Jahr 1927 kam er zur Berliner Staatsoper. Bekannt wurde er durch sein gleichzeitiges Auftreten an der Berliner Krolloper, deren musikalische Leitung Otto Klemperer übernommen hatte. Bereits in der Eröffnungsvorstellung am 19. November 1927 sang er in der Rolle des Jaquino im Fidelio. An der Krolloper folgten bis zu deren Schließung 1931 Partien wie der Juliano in Der schwarze Domino von Auber, der Kilian in Der Freischütz, die drei komischen Partien in Hoffmanns Erzählungen, der Goro in Madama Butterfly, der Bardolfo in Verdis Falstaff, der Torquemada in Ravels L’heure espagnole, der Monostatos in Mozarts Zauberflöte. In der letzten Vorstellung vor der Schließung des Hauses sang er am 3. Juli 1931 den Don Curzio in Figaros Hochzeit. Im Februar 1932 nahm er an den Genfer Mozartfestspielen unter Franz von Hoeßlin teil.
Peters hatte am 8. Juni 1929 die Rolle des Zweiten Managers in der Uraufführung von Hindemiths Oper Neues vom Tage. 1931 sang er am Theater am Kurfürstendamm in der Berliner Inszenierung von Kurt Weills Aufstieg und Fall der Stadt Mahagonny. Bei der deutschen Erstaufführung der Urfassung des Boris Godunow unter Nikolai Maklo sang er die Partie des Fürsten Schuiski (Berlin, 26. Februar 1932).  Im Kabarett der Komiker war er im Frühjahr 1932 der ‚Warenhausbesitzer‘ in Mischa Spolianskys Operngroteske Rufen Sie Herrn Plim.
Nach der Machtergreifung 1933 floh er als Jude nach Paris. 1935 gastierte er mit einer aus deutschen Emigranten bestehenden Truppe bei den Echternacher Festspielen in Echternach in Luxemburg. 1936 sang er einige kleinere Rollen aus dem Wagner-Repertoire an der Covent Garden Opera London. Im Dezember 1938 wirkte er in Paris in Alwin Kronachers Inszenierung von Horváths Glaube Liebe Hoffnung mit sowie im August 1939 in Robert Blums Inszenierung von Ibsens Gespenster. Für das Jahr 1939 sind noch Auftritte in der Opéra de Monte-Carlo als Mime im Ring des Nibelungen und als Melot in Tristan und Isolde überliefert.
1924 heiratete er in Berlin-Charlottenburg Thekla Gold (* 1897 Berlin; † 1960 Alameda, Kalifornien). Das Paar hatte einen Sohn (* 1928 Berlin-Schmargendorf).
1944 wurde Albert Peters durch deutsche Milizen in Frankreich ermordet.
Thekla Peters emigrierte 1946 aus Frankreich in die Vereinigten Staaten, wo sie bei ihrer Schwester Helene Simon in Kalifornien lebte.